# بيل فيلدمان
بيل فيلدمان (بالإنجليزية: Bill Feldman)‏ هو سياسي أسترالي، ولد في 22 فبراير 1958 في كينغاروي في أستراليا. حزبياً، نشط في أمة واحدة بقيادة بولين هانسون. وقد انتخب عضو المجلس التشريعي ولاية كوينزلاند.